# Антверпенський метротрам
Антверпенський метротрам — мережа громадського транспорту у місті Антверпен, що має у своєму складі лінії 2, 3, 5, 6, 9 і 15 Антверпенського трамваю. Має ширину колії 1,000 mm (3 ft 3 3⁄8 in), у центрі міста прямує під землею, виходячи на поверхню ближче до околиць, проте не перетинається з автошляхами. За планами мало перетворитися в повноцінне метро, на кшталт Брюссельського метро або німецького штадтбану (легка залізниця).

## Історія
На початок 1970-х було заплановано створити повністю підземну мережу завдовжки 15 км і що має 22 станції. Але через фінансові труднощі, тільки 18 станцій були побудовані. Сім станцій, побудованих наприкінці 1980-х років, не використовуються.
Першу 1,3-кілометрову дільницю відкрито 25 травня 1975 між Opera, Meir і Groenplaats. Наступні черги були відкриті в 1980, 1990, 1996 і 2006. Станцію Diamant було відремонтовано у 2009.
Метротрам складається з трьох ліній, що сполучаються між собою класичним трикутником пересадних станцій. На всіх трьох лініях діють 9 маршрутів, 5 з яких виходять на поверхню на околицях міста.